# 209
Évszázadok: 2. század – 3. század – 4. század
Évtizedek: 150-es évek – 160-as évek – 170-es évek – 180-as évek – 190-es évek – 200-as évek – 210-es évek – 220-as évek – 230-as évek – 240-es évek – 250-es évek
Évek: 204 – 205 – 206 – 207 –  208 – 209 – 210 – 211 – 212 – 213 – 214

## Események

### Római Birodalom
- Lucius Aurelius Commodus Pompeianust és Quintus Hedius Lollianus Plautius Avitust választják consulnak.
- Septimius Severus császár Caledoniába vezet hadjáratot. Mélyen benyomul a piktek és kaledónok területére, erődöket építtet és elűzi az őslakosokat a meghódított területről. A barbárok gerillataktikával támadják a római katonákat, akik komoly veszteségeket szenvednek.
- Septimius Severus Augustus címmel és tribunusi jogkörrel ruházza fel kisebbik fiát, Getát, ezzel gyakorlatilag társuralkodóvá emelve őt.

### Kína
- Liu Pej feleségül veszi Szun Csüan húgát, hogy megerősítsék szövetségüket. Közösen elfoglalják Csing tartományt Cao Caótól, de annak erői az előző évi nagy vereség ellenére sikeresen állnak ellen a két hadúr további előrenyomulásának.

## Születések
- Tongcshon kogurjói király

## Fordítás
- Ez a szócikk részben vagy egészben  a(z)   209 című angol Wikipédia-szócikk ezen változatának fordításán alapul.  Az eredeti cikk szerkesztőit annak laptörténete sorolja fel. Ez a jelzés csupán a megfogalmazás eredetét és a szerzői jogokat jelzi, nem szolgál a cikkben szereplő információk forrásmegjelöléseként.